# Mount Hill
Mount Hill ist ein 945 m hoher Berg an der Black-Küste des Palmerlands auf der Antarktischen Halbinsel. Er ragt 13 km südwestlich des Kap Sharbonneau am Ostufer des Kopfendes des Lehrke Inlet auf.
Teilnehmer der United States Antarctic Service Expedition (1939–1941) entdeckten ihn bei einem Überflug ab 30. Dezember 1940. Sie benannten ihn fälschlich als Cape Hill. Namensgeber ist Archie Clayton Hill (1902–1977), Koch bei dieser Forschungsreise. Die eigentliche Natur des Objekts deckten Teilnehmer der US-amerikanischen Ronne Antarctic Research Expedition (1947–1948) gemeinsam mit Wissenschaftlern des Falkland Islands Dependencies Survey auf, als sie 1947 die Umgebung per Hundeschlitten erkundeten. Die Benennung wurde dementsprechend angepasst.